# Кинофестиваль в Оберхаузене
Международный кинофестиваль короткометражного кино в Оберхаузене (нем. Internationale Kurzfilmtage Oberhausen) — старейший, проводимый с 1954 года, кинофестиваль короткометражного кино в мире, являющийся на данный момент крупнейшим фестивалем подобного рода. Проходит ежегодно в немецком городе Оберхаузен. Фестиваль аккредитован Международной федерацией ассоциаций кинопродюсеров с 1960 года. В рамках фестиваля проходят различные конкурсные программы: международная, немецкая, международная детского и юношеского кино и прочие. Также происходит вручение награды MuVi за лучшее музыкальное видео. Общий призовой фонд составляет 40 тысяч евро.

## История
Фестиваль был основан директором Обернхаузенской высшей школы (Oberhausener Volkshochschule), Хилмаром Хоффманном (Hilmar Hoffmann), при содействии Киноклуба Обенхаузена (нем. Filmclub Oberhausen) в 1954 году и изначально назывался Западнонемеций культурный кинофестиваль (нем. Westdeutsche Kulturfilmtage). Целью первого фестиваля была образовательно-политическая задача, обозначенная его эпиграфом: «Культурный кинематограф — путь к образованию» (нем. Kulturfilm – Weg zur Bildung). В его программу вошли 45 фильмов из ФРГ, Франции и США.
В конце 1980-х на сцену в Оберхаузене начали постепенно выходить новые медиа, видеоарт.
С 1958 года по 1997 эпиграфом к фестивалю была фраза «Путь к соседу» (нем. Weg zum Nachbarn). В 1959 году фестиваль был переименован в Западнонемецкий кинофестиваль короткометражного кино (нем. Westdeutsche Kurzfilmtage). Своё нынешнее название фестиваль получил в 1991 году уже после объединения Германии.